# Bastille (groupe)
Pour les articles homonymes, voir Bastille (homonymie).
Bastille (stylisé en BΔSTILLE) est un groupe d'indie pop originaire de Londres (Angleterre), formé en 2010. Bastille a démarré comme un projet solo du chanteur-compositeur-interprète Daniel Campbell Smith, plus connu sous le nom de Dan Smith, qui a décidé plus tard de former un groupe. Le quatuor se compose de Daniel Campbell Smith, du percussionniste Chris « Woody » Wood, du guitariste-bassiste Will Farquarson et du claviériste Kyle Simmons. Le guitariste Charlie Barnes participe également aux concerts et tournées. Le nom du groupe est inspiré de la fête nationale française (Bastille Day en anglais) ; le jour de la naissance de Dan Smith.
EMI Music annonça Bastille comme l'une de ses nouvelles recrues pour Virgin Records le 1er décembre 2011. Leur premier album studio, Bad Blood, est sorti le 4 mars 2013 et s'est immédiatement retrouvé en tête des classements anglais. Leur deuxième album Wild World est sorti le 9 septembre 2016 et s'est retrouvé en tête des meilleures ventes d'albums en Angleterre pendant plus de deux semaines consécutives.

## Carrière musicale

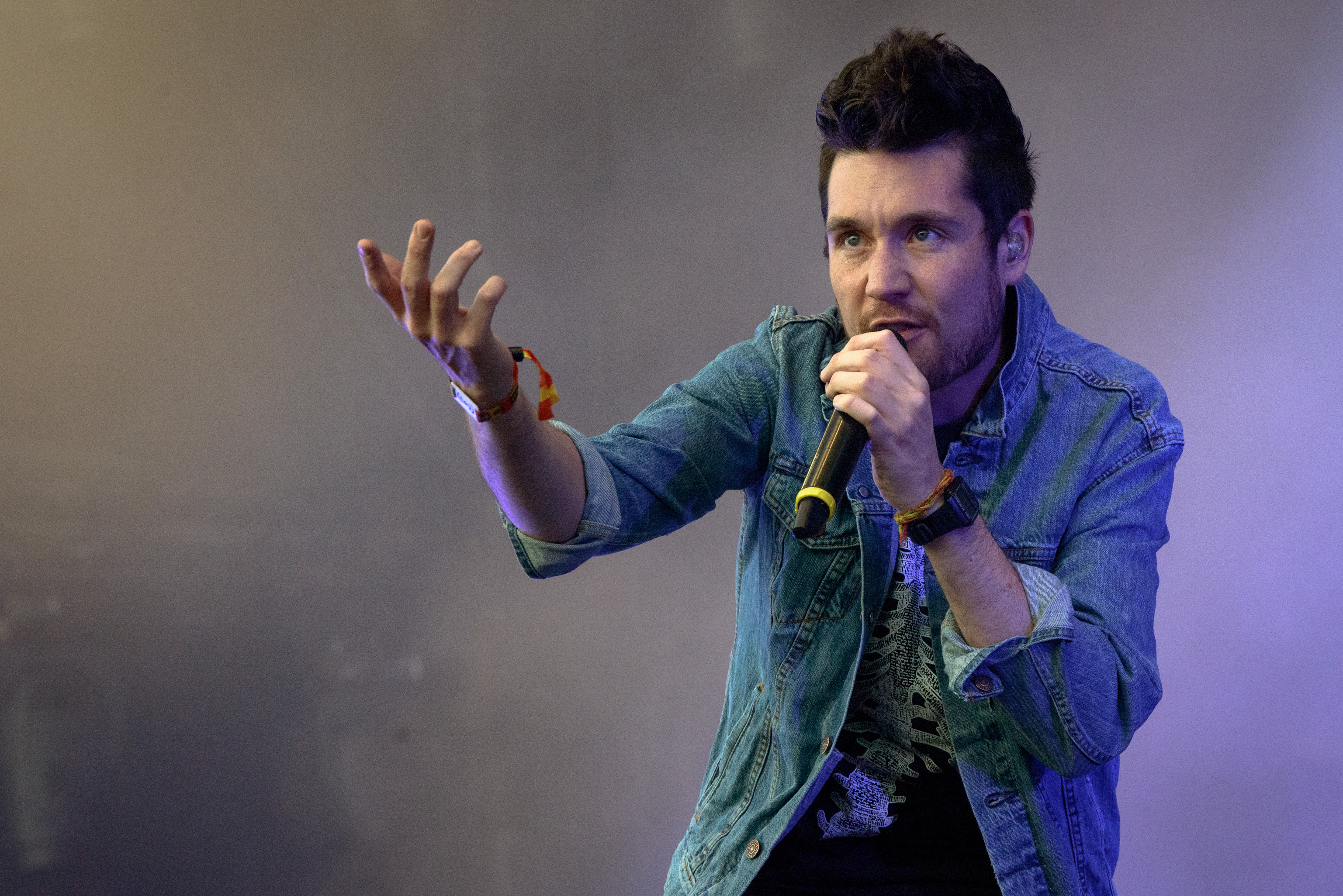
Dan Smith (2015)

Bastille a débuté en juin 2011 avec le single (7"/45 tours) Flaws / Icarus (sorti sous Young & Lost Club). Celui-ci a été suivi par leur Laura Palmer EP plus tard en 2011. Après avoir ajouté plus de titres en ligne, le groupe a reçu beaucoup d'attention, contribuant à assurer certains créneaux de soutien. Durant l'été 2011, Bastille a joué à un certain nombre de grands festivals au Royaume-Uni, comme Glastonbury, Isle of Wight et Blissfields.
Le 27 avril 2012, Overjoyed est sorti ; le premier single de Bastille paru chez Virgin Records. Ceci a été confirmé par EMI le 1er mai 2012 . Après la sortie du clip de Overjoyed sur YouTube, Q Magazine présenta la chanson comme sa piste de la journée du 7 mars 2012.
Bad Blood est sorti chez Virgin Records le 20 août 2012. Après la sortie du clip de Bad Blood sur YouTube, Bastille a été nommé Nouveau Groupe de la Journée par le journal The Guardian le 25 juillet 2012.
Bastille joua aux Reading and Leeds Festivals en août 2012. Ils ont également organisé en octobre 2012 une tournée avec Swiss Lips les promouvant et supportant aussi Emeli Sandé.
La chanson de Bastille, Flaws / Icarus, est incluse dans la bande originale de l'émission de télé-réalité anglaise Made in Chelsea et Weight Of Living a fait partie de la bande originale de FIFA 13. Of the Night, leur double reprise de Rhythm is a Dancer de Snap! et The Rhythm of the Night de Corona a été utilisée dans une publicité pour Dancing on Ice dans la perspective de la série 2013.
Bastille a organisé son premier concert en dehors de l'Europe le 3 décembre 2012 au Clockenflap Music & Arts Festival de Hong Kong.
Leur chanson Oblivion est incluse dans la bande originale de la série télévisée Vampire Diaries dans l'épisode 9 de la saison 4, intitulé O Come, All Ye Faithful.
Ils ont aussi assuré la première partie de Two Door Cinema Club lors de leur tournée anglaise en janvier/février 2013 et sont partis en tournée à travers l'Europe dès avril pour promouvoir leur premier album Bad Blood, sorti le 4 mars de la même année.
Leur troisième mixtape intitulé Other People's Heartache part 3 (ou bien simplement VS) est sortie le 8 décembre 2014. Il s'agit d'une série de collaborations avec différents artistes et groupes tels que Rag'n'Bone Man, Grades, Angel Haze, ou bien HAIM. Le groupe a mis fin à la tournée promouvant l'album Bad Blood début 2015. 
La vidéo officielle de Torn Apart a été mise en ligne le 21 novembre 2014, la chanson provient de leur mixtape VS.
The Driver (VS) a été écrite/utilisée dans la nouvelle bande son du film Drive (une bande son du film revisitée par BBC Radio 1).
Depuis juin 2015, Charlie Barnes (en), un musicien et compositeur anglais, a rejoint le groupe sur ses tournées. En 2016, l'ancien batteur de Devo David Kendrick (en) s'est également joint en tant que membre en tournée.
Leur chanson Good Grief, premier single de leur second album Wild World, est sortie au milieu de l'année 2016. Wild World est paru le 9 septembre 2016 et, à l'instar de Bad Blood, a atteint la première place des classements anglais et y est resté plus de deux semaines. Sur l'album. David Kendrick a joué de la batterie sur la chanson Fake It.
La chanson Send Them Off! issue de l'album Wild World est utilisée dans le jeu vidéo FIFA17 sorti en septembre 2016. Le single World Gone Mad, paru début novembre 2017, fait partie de la bande originale du film Bright, produit par Netflix. Le 23 novembre, Bastille collabore avec Craig David pour créer I Know You, le second single de l'album de David The Time Is Now.

## Discographie

### EP
| Titre                        | Détails de l'album                                                                |
| ---------------------------- | --------------------------------------------------------------------------------- |
| Laura Palmer                 | - Sortie : 2011 - Label : Auto-édition - Formats : CD, Téléchargement numérique   |
| iTunes Festival: London 2012 | - Sortie : 11 septembre 2012 - Label : Virgin - Format : Téléchargement numérique |

### Singles
| Single                                                              | Année | Meilleure position | Meilleure position | Meilleure position | Meilleure position | Meilleure position | Album                                   |
| Single                                                              | Année | R-U                | IRL                | ITA                | P-B                | ÉCO                | Album                                   |
| ------------------------------------------------------------------- | ----- | ------------------ | ------------------ | ------------------ | ------------------ | ------------------ | --------------------------------------- |
| Flaws / Icarus                                                      | 2011  | —                  | —                  | —                  | —                  | —                  | single uniquement                       |
| Overjoyed                                                           | 2012  | —                  | —                  | —                  | —                  | —                  | Bad Blood                               |
| Bad Blood                                                           | 2012  | 90                 | —                  | —                  | —                  | —                  | Bad Blood                               |
| Flaws                                                               | 2012  | 21                 | —                  | —                  | —                  | 22                 | Bad Blood                               |
| Pompeii                                                             | 2013  | 2                  | 2                  | 9                  | 63                 | 1                  | Bad Blood                               |
| Laura Palmer (en)                                                   | 2013  | 42                 | 29                 | —                  | —                  | —                  | Bad Blood                               |
| Things We Lost in the Fire (en)                                     | 2013  | 28                 | 38                 | —                  | 57                 | —                  | Bad Blood                               |
| Of the Night (en)                                                   | 2013  | 2                  | 2                  | —                  | 88                 | 2                  | Bad Blood                               |
| Oblivion (en)                                                       | 2014  | —                  | —                  | —                  | —                  | —                  | Bad Blood                               |
| Torn Apart (en) (featuring Grades)                                  | 2014  | —                  | —                  | —                  | —                  | —                  | VS. (Other People's Heartache, Pt. III) |
| Good Grief (en)                                                     | 2016  | —                  | —                  | —                  | —                  | —                  | Wild World                              |
| Send Them Off! (en)                                                 | 2016  | —                  | —                  | —                  | —                  | —                  | Wild World                              |
| Blame                                                               | 2016  | —                  | —                  | —                  | —                  | —                  | Wild World                              |
| Glory (en)                                                          | 2017  | —                  | —                  | —                  | —                  | —                  | Wild World                              |
| Quarter Past Midnight (en)                                          | 2018  | —                  | —                  | —                  | —                  | —                  | Doom Days                               |
| Happier                                                             | 2018  | —                  | —                  | —                  | —                  | —                  | single uniquement                       |
| Grip (en) (avec Seeb)                                               | 2018  | —                  | —                  | —                  | —                  | —                  | Other People's Heartache, Pt. 4         |
| Doom Days (en)                                                      | 2019  | —                  | —                  | —                  | —                  | —                  | Doom Days                               |
| Joy (en)                                                            | 2019  | —                  | —                  | —                  | —                  | —                  | Doom Days                               |
| Those Nights                                                        | 2019  | —                  | —                  | —                  | —                  | —                  | Doom Days                               |
| Another Place                                                       | 2019  | —                  | —                  | —                  | —                  | —                  | Doom Days (This Got Out Of Hand)        |
| Can't Fight This Feeling                                            | 2019  | —                  | —                  | —                  | —                  | —                  | Doom Days (This Got Out Of Hand)        |
| « — » indique que le single n'est pas sorti ou classé dans le pays. |       |                    |                    |                    |                    |                    |                                         |